# امین یونس
امین یونس (آلمانی: Amin Younes؛ زادهٔ ۶ اوت ۱۹۹۳) بازیکن فوتبال اهل آلمان است که برای باشگاه الاتفاق عربستان بازی می‌کند.
او در دوسلدورف از پدری لبنانی و مادر آلمانی به دنیا آمد.امین یونس، وینگر سابق تیم ملی آلمان، از آینتراخت فرانکفورت جدا و به صورت دائمی راهی الاتفاق عربستان شد.
امین یونس با عقد قراردادی دائمی تا تابستان ۲۰۲۴ به این باشگاه پیوست. امین یونس در انتقالی آزاد راهی الاتفاق عربستان شده و این باشگاه بابت این انتقال پولی به آینتراخت فرانکفورت پرداخت نکرده است. امین یونس در فاصله سال های ۲۰۱۵ تا ۲۰۲۱ سابقه پوشیدن پیراهن تیم ملی آلمان را دارد. او در باشگاه های مونشن گلادباخ، کایزرسلاترن آلمان، آژاکس، ناپولی و آینتراخت فرانکفورت را دارد.
امین یونس در اوج فوتبالش طی سال‌های ۲۰۱۶ و ۲۰۱۷، هشت مرتبه پیراهن تیم ملی آلمان را به تن کرد و دو گل به ثمر رساند. او همراه با مانشافت، قهرمانی در جام کنفدراسیون‌های ۲۰۱۷ را تجربه کرد اما انتقال به ناپولی در سال ۲۰۱۸ اصلا برای او خوش‌یمن نبود و او نتوانست هرگز در حد و اندازه‌های پیراهن تیم ملی آلمان ظاهر شود. یونس در سال ۲۰۲۰ از ناپولی به آینتراخت فرانکفورت پیوست اما در این تیم هم اصلا موفق نبود تا حالا فوتبالش را در غرب آسیا سپری کند.

## باشگاهی
از باشگاه‌هایی که در آن بازی کرده‌است می‌توان به بروسیا مونشن‌گلادباخ، کایزرسلاوترن، آژاکس، ناپولی و آینتراخت فرانکفورت اشاره کرد.

## تیم ملی
وی همچنین در تیم ملی فوتبال آلمان بازی کرده‌است. او در سال ۲۰۱۷ با این تیم توانست در روسیه قهرمان جام کنفدراسیون‌ها ۲۰۱۷ شود. او این رقابت‌ها ۱ گل به ثمر رساند.